# Société de musique d'autrefois
La Société de musique d'autrefois (SMA) était une société de concerts privée active principalement entre 1926 et 1975. Elle est considérée comme une pionnière dans le mouvement de redécouverte et de diffusion de la musique ancienne. Son principe fondateur reposait sur l'interprétation d'une heure de musique ancienne sur des instruments d'époque. La SMA visait à pratiquer la musique en s'appuyant sur une conception historiquement informée.

## Histoire
Les origines de la Société de musique d'autrefois remontent à une initiative de 1919 du commandant Georges Le Cerf (1879-1933). Collectionneur d'instruments anciens, Le Cerf fonde cette année-là un petit orchestre destiné à faire revivre ces instruments à travers des concerts. Il structure progressivement cette initiative et organise des représentations régulières. En 1924, Georges Le Cerf s'associe à Geneviève Thibault et à Mme de la Lamberterie. Dès 1926, Mlle Eugénie Droz et M. de Courville participent également. Le 18 décembre 1926, ils fondent la Société de musique ancienne. Cette association se rebaptise Société de musique d'autrefois dès son premier concert en 1927.

## Principes fondateurs
Dans l'un des programmes de concert de la SMA on trou principes fondateurs de la Société de musique d'autrefois, tels qu'énoncés dans les sources, incluent :
- Conserver aux œuvres des grands musiciens passés leur vie propre
- Montrer que, des trésors cachés dans les archives de France, d'Italie, d'Allemagne, d'Espagne... nous ne connaissons qu'une faible partie.

- Prouver que ce qui reste ignoré peut encore égaler ce que la paresse des traditions acceptées classe justement au rang des chefs-d'œuvre.

- Pour donner à ces œuvres, que l'on peut dire nouvelles, leur présence réelle, tenter de les interpréter sur les instruments pour lesquels elles furent écrites.

- Dans ce but, réunir, grâce au généreux concours du commandant Le Cerf, les instruments indispensables.

- Créer une école permanente permettant à des artistes choisis et s'y intéressant d'apprendre et de perfectionner la technique des instruments anciens.

- Publier des méthodes instrumentales anciennes pour fournir aux élèves des documents certains.

- Contribuer par tous les moyens à la conservation et à la vie des instruments anciens que ne remplacent pas les instruments modernes, d'ailleurs parfaitement adaptés à l'art de leur époque ; dans cet ordre d'idées, entreprendre le dénombrement des orgues de facture ancienne, existant en France, susceptibles d'être conservées ou réparées; contribuer à leur réparation et même l'organiser.

- Grouper pour cette œuvre multiple le concours de toutes les personnes s'intéressant à l'art musical et à l'histoire, de manière à augmenter le nombre des adhérents de la Société fondée en 1926.

- Obtenir de souscripteurs généreux les dons spéciaux que nos statuts nous autorisent à recevoir, pour les affecter soit à des bourses d'étude pour les exécutants qui se préparent à la technique des instruments anciens, soit à la formation d'artisans susceptibles de réparer ou d'entretenir ces instruments, soit à la création de fonds destinés à la  réparation des orgues.

## Périodes d'activité
La Société de musique d'autrefois n'a pas eu une production constante de concerts au fil des années. Une interruption notable de 19 ans est observable entre 1933 et 1952. Le décès du Commandant Georges Le Cerf en 1933 est considéré comme une raison plausible de cette interruption. Geneviève Thibault, co-fondatrice, s'est retirée de la vie musicale et savante après son mariage en 1931 et a repris ses activités et l'organisation de concerts en juin 1953, après le décès de son époux. Elle a repris l'animation de la SMA, donnant environ 90 concerts entre 1954 et 1975.
Au cours de son existence, la société a organisé environ 140 concerts.

## Le rôle central des instruments anciens
La SMA a été fondée et soutenue par des collectionneurs d'instruments, notamment Georges Le Cerf et Geneviève Thibault. L'hypothèse a été avancée que la vocation de collectionneur de Geneviève Thibault se soit éveillée à la vue des collections du Commandant Le Cerf. Dès sa création, la société s'est inscrite dans une démarche visant à « poursuivre la résurrection des instruments anciens en constituant des ensembles instrumentaux plus nombreux et plus disciplinés ». L'accent était mis sur la volonté de remettre en jeu des instruments d'époque, considérés comme des témoins essentiels de la pratique musicale. L'histoire de la SMA est liée à celle des instruments historiques et des artisans qui ont œuvré à leur conservation et restauration. Geneviève Thibault a légué à sa mort sa collection d'instruments au Musée de la Musique de Paris,.

## Concerts et lieux de production

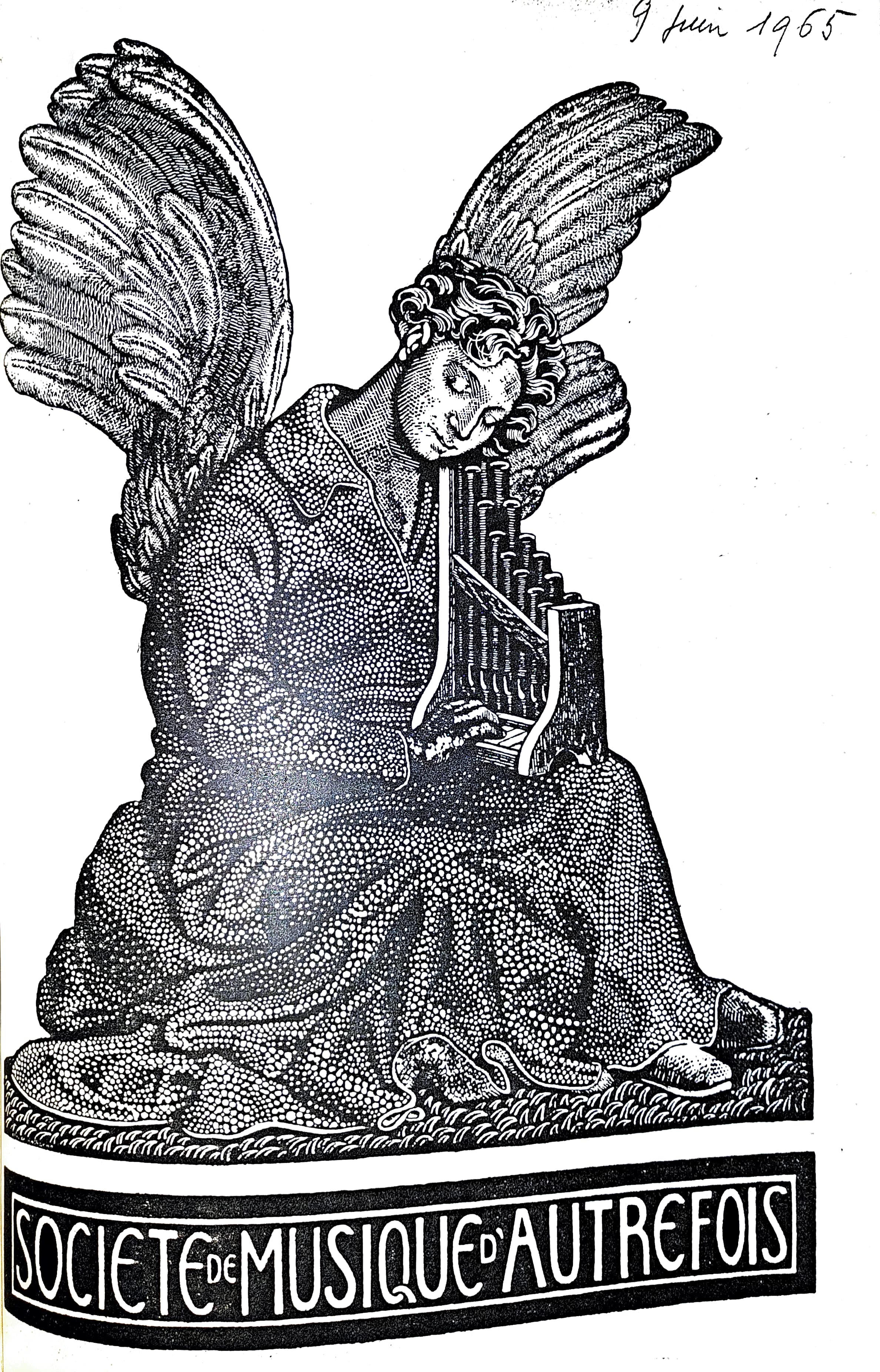

Initialement, la Société de musique d'autrefois proposait deux types de concerts : des concerts de musique religieuse et des concerts de musique profane. Une gravure spécifique (ange pour le religieux, Orphée pour le profane) ornait parfois la couverture des programmes. Bien que la SMA soit principalement une société de concert parisienne, avec 66 concerts sur environ 140 organisés à Paris, elle a également donné des concerts dans d'autres villes en France et à l'étranger. Parmi les villes non-françaises où la SMA a joué figurent Londres, Oxford, Édimbourg, Bruxelles, Rome et Milan. En France, des concerts ont eu lieu notamment à Caen, Poitiers, Chartres, Bordeaux, Arras, Marseille, Rouen, Blois, Grenoble, et Sceaux. Certaines églises parisiennes ont accueilli de nombreux concerts, comme l'église Saint-Merry (une vingtaine), et des partenariats ont été établis sur le long terme, par exemple à l'Hôtel de Sully (sept concerts en 1975).

## Figures marquantes
Plusieurs personnalités ont joué un rôle important dans l'histoire de la Société de musique d'autrefois,:
• Geneviève Thibault de Chambure (1902-1975) : Co-fondatrice, musicologue, collectionneuse, organisatrice de concerts et conservatrice du Musée instrumental du Conservatoire de Paris. Elle a repris l'animation de la société après 1953, en devenant présidente et « directrice artistique ». Elle a initié une collection publique de reproductions visuelles et a établi le Centre d’Iconographie musicale et d’Organographie avec l'aide du CNRS, qui est devenu le noyau d'une équipe de recherche associée au CNRS où l'iconographie musicale a commencé à être cataloguée avec le RIdIM.
• Commandant Georges Le Cerf (1879-1933) : Fondateur de l'orchestre d'instruments anciens à l'origine de la SMA. Collectionneur d'instruments, il a prêté des instruments anciens pour les concerts et a occupé la fonction de « Directeur organographique » avant son décès. 
• Eugénie Droz : (1893-1976) : Chercheuse littéraire, co-fondatrice de la société et fondatrice de la Librairie Droz.
• Yvonne Gouverné : Assurait les répétitions et dirigeait le groupe vocal, chef de chant et de chœur. 
• Jean Huré : (1877-1930) : Organiste et premier directeur artistique. 
• Roger Désormière : (1898-1963) : A dirigé l'ensemble à partir de 1930. 
• Antoine Geoffroy-Dechaume : (1905-2000) : Figure emblématique du renouveau de la musique ancienne. Son nom est le plus cité dans les programmes étudiés (116 occurrences). Il a participé à des concerts à partir de 1955 comme instrumentiste (orgue, clavecin, épinette, etc.) et a travaillé à l'établissement des textes musicaux.
• François Lesure:  (1923-2001) : Musicologue, mentionné 14 fois dans les programmes, notamment pour la rédaction de textes.
• Nanie Bridgman : (1904-1993) : Musicologue, spécialiste de la musique italienne des XVe et XVIe siècles, mentionnée 23 fois pour la rédaction de textes musicologiques.
Interprètes à partir des années 1960
Les concerts de la SMA ont été un vivier où des noms importants du renouveau de la musique ancienne ont commencé à se faire connaître, bénéficiant parfois du prêt d'instruments de Geneviève Thibault. Parmi eux, on trouve Michel Sanvoisin (dès 1964), Élisabeth et Guy Robert (dès 1967), Jean-Claude Veilhan et Jean-Claude Malgoire (dès 1970), Pierre Séchet (dès 1971), et Jordi Savall et William Christie (dès 1972).
L'histoire de la SMA repose également sur la fidélité de nombreux chanteurs et instrumentistes, ainsi que sur les propriétaires d'instruments, luthiers et facteurs essentiels à son fonctionnement.